# سان کارلوس سنترو
سان کارلوس سنترو (به اسپانیایی: San Carlos Centro) یک منطقهٔ مسکونی در آرژانتین است که در بخش لاس کلونیاس واقع شده‌است. سان کارلوس سنترو ۶۶ کیلومتر مربع مساحت و ۱۱٬۰۵۵ نفر جمعیت دارد و ۴۰ متر بالاتر از سطح دریا واقع شده‌است.